# Megaselia joannae
Megaselia joannae är en tvåvingeart som beskrevs av Ronald Henry Lambert Disney 1998. Megaselia joannae ingår i släktet Megaselia och familjen puckelflugor.
Artens utbredningsområde är Polen. Inga underarter finns listade i Catalogue of Life.